# Thorogobius macrolepis
Il ghiozzo gattopardo o ghiozzo leopardo a grosse squame (Thorogobius macrolepis) è un pesce di mare appartenente alla famiglia Gobiidae.

## Descrizione
Molto simile al congenere ghiozzo leopardo da cui si distingue per il colore delle macchie su capo e corpo che anziché scuro o rossastro è giallo vivo. È comunque presente una fila di 5 macchie scure su ogni fianco.

## Distribuzione e habitat
Pare endemico del mar Mediterraneo ma la sua distribuzione è ignota. È raro nelle acque italiane ma forse questa rarità è dovuta all'inaccessibilità del suo habitat.
Vive in grotte sommerse profonde tra i 20 ed i 70 m.
Misura al massimo 7 cm.

## Biologia
Sembra meno schivo del congenere ma le sue abitudini non sono conosciute.